# تيودور دوسيان كريشيون
تيودور دوسيان كريشيون مواليد 6 يونيو 1980، هو لاعب كرة مضرب روماني بدأ مسيرته كمحترف سنة 2000 يلعب باليد اليمنى ويحتل حالياً المرتبة رقم. 648 (أغسطس 4, 2014) في تصنيف رابطة محترفي كرة المضرب. أعلى تصنيف له في الفردي كان المركز الـ 218 في سنة 2007. أعلى تصنيف له في الزوجي كان المركز الـ 200 في سنة 2007.

## روابط خارجية
- تيودور دوسيان كريشيون على موقع رابطة محترفي التنس (الإنجليزية)
- تيودور دوسيان كريشيون على موقع الاتحاد الدولي لكرة المضرب (الإنجليزية)
- تيودور دوسيان كريشيون على موقع خلاصة التنس.كوم (الإنجليزية)